# 蓋瑟鎮區 (阿肯色州布恩縣)
蓋瑟鎮區（英語：Gaither Township）是位於美國阿肯色州布恩縣的一個行政鎮區。

## 地方資料
根據2010年美國人口普查的數據，蓋瑟鎮區的面積為54.40平方千米，當中陸地面積為54.37平方千米，而水域面積為0.03平方千米。當地共有人口676人，而人口密度為每平方千米12人。